# 호시카제 마도카
호시카제 마도카(일본어: 星風 まどか ほしかぜ まどか[*], 11월 11일 - )는 다카라즈카 가극단 하나구미에 소속되어있는 여역이다. 현 하나구미 톱여역이다.
도쿄도 고쿠분지시 출신이며, 국립음악대학부속중학교 출신이다. 키는 162cm, 혈액형은 A형이다. 애칭은 <마도카(まどか)>, <카나메(かなめ)>이다.

## 약력
2012년, 다카라즈카 음악학교에 입학.
2014년, 다카라즈카 가극단 100기생으로 입단. 츠키구미 공연 「다카라즈카오도리 / 내일의 지침 / TAKARAZUKA 화시집 100!!」로 초무대를 밟음. 입단 후, 빠르게 두각을 보여, 같은해 구미마와리 중 출연한 소라구미 공연 「백야의 맹세」로, 이 작품으로 퇴단하는 톱스타 오우키 카나메가 연기하는 구스타프 3세의 소년 시절 역으로 발탁되다.
2015년, 한큐한신 첫 참배 포스터 모델로 기용되다. 그 후, 구미마와리 기간을 끝내고 소라구미에 배속된다. 같은 해, 아사카 마나토ㆍ미사키 리온 톱콤비 대극장 오히로메 공연 「왕가에 바치는 노래」로 신인공연 첫 히로인을 맡았다. 조 배속 3개월 밖에 안되었고, 입단 2년만에 발탁된 것이다. 이어서 「상속인의 초상」으로 바우홀 첫 히로인을 맡았다.
2016년, 「뱀파이어 색세션」 (드라마시티ㆍKAAT카나가와예술극장 공연)으로 동상 첫 히로인. 이어서 「엘리자벳」으로 2번째 신인공연 히로인. 타이틀 역할인 엘리자벳을 연기하고, 본공연에서는 소년 루돌프 역을 연기했다.
2017년, 「퍼셜 타임 트래블」로 2번째 바우홀 히로인. 같은 해 11월 20일자로 소라구미 톱여역에 취임. 100기에서 첫 톱여역 탄생이 되었다. 1998년에 창설된 소라구미에서 처음부터 소라구미로 배속된 단원이 처음으로 톱으로 오른 사례가 되었다. 마카제 스즈호의 상대역으로, 다음 해 「하늘은 붉은 강가 / 시트러스의 바람」으로 톱콤비 대극장 오히로메.
2021년 2월 22일자로 전과로 이동되었으나, 7월 5일자로 다시 하나구미로 이동하여, 하나구미 톱여역에 취임. 톱여역이 조 이동된 것은 2006년 시라하네 유리 이후 15년만의 일이다. 유즈카 레이의 2번째 상대역으로, 같은 해 「겐로쿠 바로크로크 / The Fascination!」로 신 톱콤비 대극장 오히로메.
2022년 6월-9월 화조 톱 여역으로써 2번째 작품인 「순례의 해-리스트 펠렌츠 ～영혼의 방황 / Fashionable Empire」를 선보인다. 

## 인물
다카라즈카 팬이었던 어머니의 영향으로, "아마 어머니 뱃속에 있을 때부터 봤다"라고 할 정도로 다카라즈카가 가까이 있었다. 
다카라즈카 대극장에서 첫 관극 한 것은 2008년 츠키구미 공연 「ME AND MY GIRL」이다. 대극장에서 라이브 댄스를 본 순간 감동하여, 자기도 이 무대에 서고 싶어 음악학교 수험을 결심했다.
동경했던 상급생은 음악학교 수업에서 가르침을 주신 미나카제 마이이다.
예명의 "마도카(まどか)"는 음악학교 시대의 은사로부터 상상해서 받은 "円"에서 유래했다.

## 주요 무대
| 기간 (월)                    | 소속 | 제목                                             | 공연장                                 | 배역                                                | 비고                                  |
| ---------------------------- | ---- | ------------------------------------------------ | -------------------------------------- | --------------------------------------------------- | ------------------------------------- |
| 2014년                       |      |                                                  |                                        |                                                     |                                       |
| 3 - 6                        | 츠키 | 다카라즈카 오도리                                | 다카라즈카 대극장                      |                                                     | 초무대                                |
| 3 - 6                        | 츠키 | 내일의 지침 -센츄리호 항해일지-                  | 다카라즈카 대극장                      |                                                     | 초무대                                |
| 3 - 6                        | 츠키 | TAKARAZUKA 화시집 100!!                          | 다카라즈카 대극장                      |                                                     | 초무대                                |
| 11 - 2015년 2월              | 소라 | 백야의 맹세 -구스타프 3세, 자랑스러운 왕의 전쟁- | 다카라즈카 대극장 도쿄 다카라즈카 극장 | 구스타프 (소년)                                     | 구미마와리 시기                       |
| 11 - 2015년 2월              | 소라 | PHOENIX 다카라즈카! -되살아나는 사랑-            | 다카라즈카 대극장 도쿄 다카라즈카 극장 |                                                     | 구미마와리 시기                       |
| 2015년                       |      |                                                  |                                        |                                                     |                                       |
| 3 - 4                        | 소라 | TOP HAT                                          | 우메다예술극장 아카사카ACT시어터       | 쇼걸                                                |                                       |
| 6 - 8                        | 소라 | 왕가에 바치는 노래                               | 다카라즈카 대극장 도쿄 다카라즈카 극장 | 아이다 (신인공연)                                   | 본역 : 미사키 리온 신인공연 첫 히로인 |
| 10                           | 소라 | 상속인의 초상                                    | 바우홀                                 | 이사벨                                              | 바우 첫 히로인                        |
| 2016년                       |      |                                                  |                                        |                                                     |                                       |
| 1 - 3                        | 소라 | Shakespeare ~하늘에 가득 차면, 끝없는 말씨~      | 다카라즈카 대극장 도쿄 다카라즈카 극장 | 에밀리아 바사노 엘리자베스 케어리 (베스) (신인공연) | 본역 : 레이미 우라라                  |
| 1 - 3                        | 소라 | HOT EYES!!                                       | 다카라즈카 대극장 도쿄 다카라즈카 극장 |                                                     |                                       |
| 5                            | 소라 | 뱀파이어 색세션                                  | 드라마시티 KAAT카나가와예술극장        | 루시 슬레이터                                       | 동상 첫 히로인                        |
| 6                            | 소라 | Bow Singing Workshop ~소라~                      | 바우홀                                 |                                                     |                                       |
| 7 - 10                       | 소라 | 엘리자베스 -사랑와 죽음의 론도-                  | 다카라즈카 대극장 도쿄 다카라즈카 극장 | 소년 루돌프 엘리자베스 (신인공연)                   | 본역 : 미사키 리온 신인공연 히로인    |
| 11 - 12                      | 소라 | 발렌시아의 뜨거운 꽃                             | 전국투어                               | 마르가리타                                          |                                       |
| 11 - 12                      | 소라 | HOT EYES!!                                       | 전국투어                               |                                                     |                                       |
| 2017년                       |      |                                                  |                                        |                                                     |                                       |
| 2 - 4                        | 소라 | 왕비의 관 -Château de la Reine-                  | 다카라즈카 대극장 도쿄 다카라즈카 극장 | 미치루 데이아나 (신인공연)                          | 본역 : 레이미 우라라                  |
| 2 - 4                        | 소라 | VIVA! FESTA!                                     | 다카라즈카 대극장 도쿄 다카라즈카 극장 |                                                     |                                       |
| 6                            | 소라 | 퍼셜 타임 트래블 시공 끝에                       | 바우홀                                 | 테스/ 시녀 테스                                     | 바우 히로인                           |
| 8 - 11                       | 소라 | 신들의 토지                                      | 다카라즈카 대극장 도쿄 다카라즈카 극장 | 황녀 올가랏다 (신인공연)                            | 본역 : 세오토 리사                    |
| 8 - 11                       | 소라 | 클래식 비쥬                                      | 다카라즈카 대극장 도쿄 다카라즈카 극장 |                                                     | 첫 에트와르                           |
| 2018년 소라구미 톱 여역 시대 |      |                                                  |                                        |                                                     |                                       |
| 1                            | 소라 | WEST SIDE STORY                                  | 도쿄국제포럼                           | 마리아                                              | 톱 오히로메 공연                      |
| 3 - 6                        | 소라 | 하늘은 붉은 강가                                 | 다카라즈카 대극장 도쿄 다카라즈카 극장 | 유리 이슈탈 에이미 (신인공연) / 공주                | 본역 : 아마세 하츠히                  |
| 3 - 6                        | 소라 | 시트러스의 바람                                  | 다카라즈카 대극장 도쿄 다카라즈카 극장 |                                                     | 대극장 톱 오히로메 공연.에트와르      |
| 7 - 8                        | 소라 | WEST SIDE STORY                                  | 우메다예술극장                         | 마리아                                              |                                       |
| 10 - 12                      | 소라 | 백로의 성                                        | 다카라즈카 대극장 도쿄 다카라즈카 극장 | 타마모노마에 / 아키 / 제례의 여자                   |                                       |
| 10 - 12                      | 소라 | 이인들의 르네상스                                | 다카라즈카 대극장 도쿄 다카라즈카 극장 | 카텔리나                                            |                                       |
| 2019년                       |      |                                                  |                                        |                                                     |                                       |
| 2                            | 소라 | 검은 눈동자                                      | 하카타좌                               | 마리아 이바노브나 (마샤)                            |                                       |
| 2                            | 소라 | VIVA! FESTA! in HAKATA                           | 하카타좌                               |                                                     |                                       |
| 4 - 7                        | 소라 | 오션스 11                                        | 다카라즈카 대극장 도쿄 다카라즈카 극장 | 테스 오션                                           |                                       |
| 8 - 9                        | 소라 | 추억의 바르셀로나                                | 전국투어                               | 아사벨                                              |                                       |
| 8 - 9                        | 소라 | NICE GUY!!                                       | 전국투어                               |                                                     |                                       |
| 11 - 2020년 2월              | 소라 | El Japón -이스파니아의 사무라이-                 | 다카라즈카 대극장 도쿄 다카라즈카 극장 | 카타리나                                            |                                       |
| 11 - 2020년 2월              | 소라 | aquavitae!!                                      | 다카라즈카 대극장 도쿄 다카라즈카 극장 |                                                     |                                       |
| 2020년                       |      |                                                  |                                        |                                                     |                                       |
| 8 - 9                        | 소라 | FLYING SAPA                                      | 우메다예술극장 일생극장                | 밀레나 부코비치                                     |                                       |
| 11 - 2021년 2월              | 소라 | 아나스타시아                                     | 다카라즈카 대극장 도쿄 다카라즈카 극장 | 아나스타시아 / 아냐                                 |                                       |
| 2021년 하나구미 톱여역 시대  |      |                                                  |                                        |                                                     |                                       |
| 8 - 9                        | 하나 | 슬픔의 코르도바                                  | 전국투어                               | 에바 실베스트르                                     | 화조 여톱 프레 오히로메 공연          |
| 8 - 9                        | 하나 | Cool Beast!!                                     | 전국투어                               |                                                     | 화조 여톱 프레 오히로메 공연          |
| 11 - 2022년 2월              | 하나 | 겐로쿠 바로크워크                                | 다카라즈카 대극장 도쿄 다카라즈카 극장 | 키라                                                | 대극장 화조 여톱 오히로메 공연        |
| 11 - 2022년 2월              | 하나 | The Fascination!                                 | 다카라즈카 대극장 도쿄 다카라즈카 극장 |                                                     | 대극장 화조 여톱 오히로메 공연        |
| 2022년                       |      |                                                  |                                        |                                                     |                                       |
| 3- 4                         | 하나 | TOP HAT                                          | 우메다예술극장                         | 데일 트레몬트                                       |                                       |
| 6 - 9                        | 하나 | 순례의 해 ~리스트 펠렌츠, 영혼의 방황~           | 다카라즈카 대극장 도쿄 다카라즈카 극장 | 마리 다구 백작부인                                  |                                       |
| 6 - 9                        | 하나 | Fashionable Empire                               | 다카라즈카 대극장 도쿄 다카라즈카 극장 |                                                     |                                       |

## 출연 이벤트
- 2016년 12월, 다카라즈카 스페셜 2016 『Music Succession to Next』
- 2017년 12월, 다카라즈카 스페셜 2017 『쥬템므・레뷰 -몽・파리 탄생 90주년-』
- 2018년 2월, 『소라구미 탄생 20주년 기념 이벤트』
- 2019년 10월, 제55회 『다카라즈카 무용회 ~祝舞御代煌』
- 2019년 12월, 다카라즈카 스페셜 2019 『Beautiful Harmony』
- 2021년 4월, 호시카제 마도카 뮤직 살롱 『꿈꾸는 마돈나』 주연

## TV 출연
- 2017년 12월, 후지테레비 『2017 FNS가요제 제1밤』

## 광고
- 2015년 『한큐한신』 첫 참배 포스터 모델
- 2018년 ~, 『TOCCA』
- 2022년 ~, 『GRACE CONTINENTAL』

## 수상 이력
- 2017년 『다카라즈카 가극단 연도상』 - 2016년 신인상
- 2019년 『다카라즈카 가극단 연도상』 - 2018년 노력상
- 2020년 『한큐스미레회 팬지상』 - 여역상
- 2021년 『다카라즈카 가극단 연도상』 - 2020년 우수상